# Marek Stolarski
Marek Janusz Stolarski (ur. 4 marca 1963 w Bytomiu) – polski przedsiębiorca, poseł do Sejmu VII kadencji.

## Życiorys
Absolwent politologii na Wydziale Nauk Społecznych Uniwersytetu Śląskiego (2008). Prowadził własną działalność gospodarczą, później zatrudniony w branży finansowej. Był członkiem Sojuszu Lewicy Demokratycznej. Zaangażował się potem w działalność organizacji politycznych inicjowanych przez Janusza Palikota. W wyborach parlamentarnych w 2011 kandydował z 1. miejsca na liście Ruchu Palikota w okręgu gliwickim i uzyskał mandat poselski, otrzymując 12 739 głosów. W październiku 2013, w wyniku przekształcenia Ruchu Palikota, został działaczem partii Twój Ruch. 26 września 2014 wraz z grupą posłów opuścił to ugrupowanie. Tydzień później współtworzył koło poselskie Bezpieczeństwo i Gospodarka. 22 stycznia 2015 przeszedł do klubu poselskiego SLD. W tym samym roku nie ubiegał się o poselską reelekcję. W latach 2016–2019 ponownie prowadził działalność gospodarczą. W 2020 został wiceprzewodniczącym partii Nowa Demokracja – Tak, którym był do 2021.